# Bensberg
Bensberg is een stadsdeel van Bergisch Gladbach in Noordrijn-Westfalen.

## Ligging en plaatsbeschrijving
Bensberg ligt in het zuiden van de stad Bergisch Gladbach. Het grenst aan de steden Keulen, Overath en Rösrath. Een aparte bezienswaardigheid is het 'nieuwe' Schloss Bensberg; in de lente van 2000 is hierin een vijfsterrenhotel geopend met onder meer het restaurant Vendôme dat sinds 2006 in de Michelingids drie sterren telt. Niet ver hier vandaan ligt het 'oude' slot, een vroegere burcht waar het stadhuis van de vroegere stad is aangebouwd; de nieuwbouw werd ontworpen door de bekende architect Gottfried Böhm.

## Geschiedenis
Bensberg werd voor het eerst vermeld in een oorkonde van 1139. De burcht dateert uit die tijd; zij diende vanaf de 13e eeuw sporadisch als residentie van de graven van Berg. O.a van hieruit regeerden ze het 'Bergische Land'. Vanaf 1218 gebruikte Engelbert II, aartsbisschop van Keulen, deze burcht omdat hij beide territoria (het Bergische Land en het bisdom Keulen) van hieruit kon beheersen. Tot Bensberg behoorden in die tijd de dorpen Herkenrath, Dürscheid, Immekeppel en Refrath.
Een eerste economische opleving kende Bensberg door de bouw van het 'nieuwe' slot in het begin van de 18e eeuw, als hertog Johann Wilhelm II (in de volksmond: Jan Wellem) een jachtslot liet oprichten; zijn jachtgebied was het vlakbij gelegen 'Königsforst'. Tijdens de Franse invasie van 1807 tot 1813 had Bensberg administratief de status 'Kanton Bensberg' in het groothertogdom Berg.
In 1947 verkreeg Bensberg stadsrechten; na de Tweede Wereldoorlog onderging Bensberg en omgeving een sterke inwijking vanuit het stadsgebied Keulen.
Midden jaren 70 kon Bensberg, ondanks heftige weerstand van de inwoners, niet ontsnappen aan een samenvoeging met Bergisch Gladbach. Met de wet van 1 januari 1975 verloor Bensberg zijn autonomie.

## Mijnbouw
In het midden van de 19e eeuw groeide de bevolking aan als gevolg van de ontginning van erts in de omgeving. De betekenis van de mijnbouw voor de lokale economie is te verwaarlozen: met de sluiting van de groeve 'Weiss' op 1 december 1957 eindigde de mijnbouw in het huidige stadsgebied Bergisch Gladbach. Als laatste van het ertsgebied in en om Bensberg werd in 1978 de groeve 'Lüderich' gesloten.

## Bevolking
Volgens het elektronisch bevolkingsregister telde Bensberg op 31 december 2010 5648 inwoners. De leeftijdsgroep van 65-plussers overtreft met 1478 inwoners de groep van min-18-jarigen met slechts 801 inwoners.

## Openbaar vervoer
Lijn 1 van de Stadtbahn van Keulen verbindt Bensberg met het centrum van Keulen. Sinds 2000 is het eindpunt bij het busstation in Bensberg ondergronds. 

## Geboren
- Edgard Salvé (1946), Belgisch atleet